# کتابخانه شیخ کلینی
کتابخانه شیخ کلینی، کتابخانه‌ای با زیربنایی به مساحت ۱۱۰۰ متر مربع، دارای دو سالن مطالعه مجزا (وی‍ژه خواهران و برادران) هرکدام به ابعاد ۱۱۵ مترمربع با ظرفیت ۲۰۰نفردر سال ۱۳۷۵ تأسیس گردید که با میانگین ۱۳۰۰۰مراجعه در ماه و با آمار ۱۶۵۰۰ نفر عضو و قریب به ۲۷۰۰ عضو فعال برای ارائه خدمات است.
| کتابخانه شیخ کلینی Sheikh koleini library | کتابخانه شیخ کلینی Sheikh koleini library                                               |
| ----------------------------------------- | --------------------------------------------------------------------------------------- |
|                                           |                                                                                         |
| نوع کتابخانه                              | عمومی                                                                                   |
| استان                                     | تهران                                                                                   |
| شهر                                       | ری                                                                                      |
| سازمان متبوع                              | سازمان فرهنگی و هنری شهرداری تهران Tehran Municipality Organization for Culture and Art |
| تعداد کل کتاب‌ها                           | ۳۵۰۰۰ جلد                                                                               |
| فهرست‌نویسی توصیفی                         | دارد                                                                                    |
| فهرست‌نویسی تحلیلی                         | دارد                                                                                    |
| رده‌بندی                                   | دهدهی دیوئی و کنگره                                                                     |
| نوع مراجعان                               | عموم                                                                                    |
| نظم دسترسی به مجموعه                      | باز                                                                                     |
| رئیس کتابخانه                             | فریدون حاجی نورمحمدی                                                                    |
| تعداد کارکنان                             | ۶ نفر                                                                                   |
| نشانی وب سایت                             | [ ۱ ]                                                                                   |
| شماره تماس                                | ۰۲۱۳۳۷۵۳۰۳۱ ۰۲۱۳۳۷۰۷۰۰                                                                  |
| نشانی                                     | شهرری- خیابان ۴۵ متری شهرری (شهید کریمی)، بعد از خ فدائیان نرسیده به اداره گذرنامه      |
| ساعات کار                                 | ۸ الی ۲۱                                                                                |
| شابک                                      | IR-500910004                                                                            |

این کتابخانه در راستای سیاست‌گذاری‌های سازمان فرهنگی و هنری شهرداری تهران و با هماهنگی مدیریت فرهنگی و هنری منطقه بیست تهران، علاوه بر ارائه خدمات هویتی شامل تهیه و امانت کتاب و منابع اطلاعاتی، مختص همه گروه‌های سنی قشرها جامعه و ایجاد فضای مناسب ویژه خواهران، برادران، کودکان، نابینایان، نوسوادان و برگزاری کلاس‌های آموزشی، هنری، زبان، رایانه و … مفتخر به برگزاری برنامه‌های جنبی کتابخانه‌ای نموده است.

## معرفی مرکز
این کتابخانه در اردیبهشت ماه سال ۱۳۷۵ با هدف اطلاع‌رسانی و ارتقای سطح علمی و فرهنگی، ارائه خدمات به کلیه مراجعین از قشرهای مختلف به عنوان مکانی جهت استفاده دانش آموزان و دانشجویان و دیگر قشرها جامعه در مساحتی به وسعت ۲۰۰۰ متر مربع و زیربنای ۱۱۰۰ متر مربع توسط ستاد شهر سالم تأسیس گردید.

منابع اطلاعاتی کتابخانه تا اواخر سال ۱۳۹۶ بالغ بر ۳۵۰۰۰ منبع با موضوع‌های ادبی، تاریخی، دینی، سیاسی، اقتصادی، روان‌شناسی هنری، علمی و … می‌باشد که از مجموع کتاب‌ها تعداد ۲۲۰۰ نسخه کتاب در بخش مرجع، ۳۵۰۰ نسخه شامل جزوات آموزشی و کمک درسی، ۸۲ نسخه کتاب لاتین و ۷۰۰۰ نسخه کتاب‌های کودکان و نوجوانان است، همچنین در بخش نشریات۱۰ عنوان روزنامه، ۵۰ عنوان نشریه جاری به صورت هفته نامه، ماه نامه، دو هفته‌نامه و فصل نامه خریداری می‌گردد. ۲۳۵ عنوان نشریه به صورت اهدایی و ۸۱ نسخه نشریات صحافی شده در بخش آرشیو نشریات قرار دارد. کتابخانه شیخ کلینی با بیش از ۲۰۰۰۰ جلد کتاب با موضوع‌های مختلف علمی، تاریخی، مذهبی، روان‌شناسی، رمان و … با سالن‌های مجزای قرائت خانه مخصوص خواهران و برادران، بخش مراجع، نشریات… و همچنین بخش نابینایان بصیرت با بیش از ۵۰۷۰ کتب گویا و E-book پذیرای مراجع کنندگان است.

## واحدهای مختلف کتابخانه
- بخش ثبت نام
- بخش امانت
- بخش مرجع
- بخش نشریات
- بخش کودکان ونوجوانان
- بخش نابینایان
- واحد سمعی وبصری
- بخش خدمات فنی
- بخش تازه‌های کتاب
- واحد مشاوره
- واحد آموزش
- دو سالن مطالعه مجزا (وی‍ژه خواهران وبرادران)

### کتابخانه بصیرت
این بخش دراواخر بهمن ماه سال۱۳۸۲ به منظور ارائه خدمات به نابینایان شروع به فعالیت نموده وعضویت دراین بخش به صورت رایگان می‌باشد. مجموعه کتب این بخش شامل ۴۹۴ نسخه کتاب به خط بریل درزمینه‌های ادبی، علوم، اجتماعی، روان‌شناسی، تاریخ، حقوق، فلسفه و… می‌باشد. همچنین این بخش دارای ۱۱۱۶ کتاب گویا (نوارکاست) و امکاناتی نظیر ماشین پرکینز، ضبط صوت و دستگاه‌های بهدید (جهت افراد کم‌بینا) می‌باشد که آماده ارائه خدمات به نابینایان و کم‌بینایان عزیز می‌باشد.

### بخش آموزش

کتابخانه شیخ کلینی در کنار فعالیت‌های خود کلاس‌های آموزشی ذیل را نیز برگزار می‌نماید:
- قرآن خردسالان
- خوشنویسی
- نقاشی کودکان و پیش‌دبستانی
- معرق
- طراحی
- زبان وهنرهای دستی